# Primaire du Parti démocrate (Italie) de 2013
Une primaire du Parti démocrate a lieu en Italie le 8 décembre 2013 afin de désigner le nouveau secrétaire de ce parti politique.

## Candidats
| Photo | Nom | Nom                    | Logo | Carrière                                                                             |
| ----- | --- | ---------------------- | ---- | ------------------------------------------------------------------------------------ |
|       |     | Matteo Renzi (1975-)   |      | - Maire de Florence (depuis 2009) - Président de la province de Florence (2003-2009) |
|       |     | Gianni Cuperlo (1961-) |      | - Député de la République italienne (depuis 2006)                                    |
|       |     | Pippo Civati (1975-)   |      | - Député de la République italienne (depuis 2013)                                    |

## Résultats

### Membres du parti
Tous les candidats ayant obtenu plus de 15 % des voix accède à la primaire ou les trois candidats arrivés en tête, ayant obtenu plus de 5 % des voix.
| Candidats       | Candidats       | Voix    | %     |
| --------------- | --------------- | ------- | ----- |
|                 | Matteo Renzi    | 133 892 | 45,34 |
|                 | Gianni Cuperlo  | 116 454 | 39,44 |
|                 | Pippo Civati    | 27 841  | 9,43  |
|                 | Gianni Pittella | 17 117  | 5,80  |
|                 |                 |         |       |
| Votes valides   | Votes valides   | 295 304 | 99,55 |
| Votes invalides | Votes invalides | 1 341   | 0,45  |
| Total           | Total           | 296 645 | 100   |

### Primaire
Si aucun candidat n'atteint les 50 % des voix, un second tour est organisé dans les deux semaines suivantes.
| Candidats       | Candidats       | Voix      | %     | Délégués |
| --------------- | --------------- | --------- | ----- | -------- |
|                 | Matteo Renzi    | 1 895 332 | 67,55 | 657      |
|                 | Gianni Cuperlo  | 510 970   | 18,21 | 194      |
|                 | Pippo Civati    | 399 473   | 14,24 | 149      |
|                 |                 |           |       |          |
| Votes valides   | Votes valides   | 2 805 775 | 99,68 |          |
| Votes invalides | Votes invalides | 9 106     | 0,32  |          |
| Total           | Total           | 2 814 881 | 100   | 1 000    |